# Leonberg (Bawaria)
Leonberg – miejscowość i gmina w Niemczech, w kraju związkowym Bawaria, w rejencji Górny Palatynat, w regionie Oberpfalz-Nord, w powiecie Tirschenreuth, wchodzi w skład wspólnoty administracyjnej Mitterteich. Leży w Lesie Czeskim, około 9 km na północny zachód od Tirschenreuth, nad rzeką Wondreb, przy drodze B15.

## Dzielnice
W skład gminy wchodzą następujące dzielnice: Altenhammer, Amesmühle, Dobrigau, Forkatshof, Großensees, Hofteich, Hungenberg, Kornmühle, Königshütte, Kriegermühle, Leonberg, Münchsgrün, Neuhof, Neumühle, Pfaffenreuth, Pienmühle, Terschnitz, Themenreuth, Wiendlhof, Zirkenreuth.